# Brenna Ellis
Brenna Ellis (* 13. März 1988) ist eine ehemalige US-amerikanische Skispringerin.
Ellis begann ihre sportliche Laufbahn als Nordische Kombiniererin. Da sie dabei jedoch die einzige Frau bei Wettbewerben war, konzentrierte sie sich kurz darauf voll auf das Skispringen. Ihr internationales Debüt gab Ellis am 12. Februar 2004 beim FIS-Springen in Saalfelden. Am 23. Juli 2004 gab sie in ihrer Heimat Park City ihr Debüt im Skisprung-Continental-Cup. Dabei erreichte sie in beiden Springen mit Platz 15 und 16 die Punkteränge. Ab Januar 2005 gehörte sie fest zum Continental-Cup-Kader. In der Saison 2005/06 gelang ihr erstmals in zwei Springen der Sprung unter die besten zehn. Am Ende der Saison belegte sie den 15. Platz in der Continental-Cup-Gesamtwertung. Bei der Junioren-Weltmeisterschaft 2006 in Kranj erreichte sie den 16. Platz von der Normalschanze. Ein Jahr später bei der Junioren-WM in Tarvisio gelang ihr der Sprung auf den 23. Platz. Die Junioren-Weltmeisterschaft 2008 in Zakopane, bei der sie den 33. Platz erreichte, war ihr bislang letzter internationaler Wettbewerb.
Brenna Ellis hat zwei Schwestern, die ebenfalls Skisport betreiben.